# A XIV. Riigikogu tagjainak listája
A XIV. Riigikogu Észtország törvényhozó testülete 2019 és 2023 között. A testület 101 tagját 2019. március 3-án választották meg a szavazóképes észt állampolgárok. A 887 420 választójogosult észt polgár 63,7 százaléka, 565 040 ember járult az urnákhoz. A választáson összesen 1099-en indultak. A legtöbb mandátumot, 34-et, az Észt Reformpárt kapta, ők a szavazatok 28,9 százalékát szerezték meg. Az Észt Centrumpárt 26 mandátumot (23,1%) kapott, az Észt Konzervatív Párt 19 helyet (17,8%), az Isamaa 12 mandátumot (11,4%), a Szociáldemokrata Párt pedig 10 képviselői helyet (9,8%) szerzett.

## A XIV. Riigikogu
| Név                        | Párt | Kép |
| -------------------------- | --- | --- |
| Jaak Aab                   | Észt Centrumpárt Szovjetunió Kommunista Pártja                                                                                         |     |
| Taavi Aas                  | Észt Centrumpárt |     |
| Annely Akkermann           | Isamaa |     |
| Yoko Alender               | Észt Reformpárt Isamaa |     |
| Tiiu Aro                   | Észtországi Koalíciós Párt |     |
| Peeter Ernits              | Észt Centrumpárt |     |
| Mart Helme                 | Észtországi Konzervatív Néppárt Észt Népi Unió Észt Szabadságpárt – Földművesek Szövetsége                                             |     |
| Martin Helme               | Észtországi Konzervatív Néppárt |     |
| Kaido Höövelson            | Észt Centrumpárt |     |
| Jüri Jaanson               | Észt Reformpárt |     |
| Tiit Kala                  | Észtországi Konzervatív Néppárt |     |
| Raimond Kaljulaid          | Észt Centrumpárt |     |
| Marina Kaljurand           | No/unknown value Szociáldemokrata Párt                                                                                                 |     |
| Kaja Kallas                | Észt Reformpárt |     |
| Siim Kallas                | Észt Reformpárt |     |
| Siim-Valmar Kiisler        | Isamaa |     |
| Andrei Korobeinik          | Észt Reformpárt |     |
| Eerik-Niiles Kross         | Észtországi Zöldek Isamaa Észt Reformpárt                                                                                              |     |
| Urmas Kruuse               | Észt Reformpárt |     |
| Kalvi Kõva                 | Szociáldemokrata Párt |     |
| Alar Laneman               | Észtországi Konzervatív Néppárt |     |
| Jürgen Ligi                | Észt Reformpárt |     |
| Jüri Luik                  | Isamaa Pro Patria Union National Coalition Party Pro Patria Vabariiklaste Koonderakond                                                 |     |
| Kristen Michal             | Észt Reformpárt |     |
| Marko Mihkelson            | Isamaa |     |
| Sven Mikser                | Szociáldemokrata Párt |     |
| Aadu Must                  | Észt Centrumpárt |     |
| Anneli Ott                 | Észt Népi Unió Szociáldemokrata Párt Észt Centrumpárt                                                                                  |     |
| Ivari Padar                | Szociáldemokrata Párt |     |
| Keit Pentus-Rosimannus     | Észt Reformpárt |     |
| Hanno Pevkur               | Észt Reformpárt |     |
| Anti Poolamets             | Estonian Independence Party Észtországi Konzervatív Néppárt Észtországi Zöldek                                                         |     |
| Timo Suslov                | |     |
| Õnne Pillak                | |     |
| Sulev Kannimäe             | |     |
| Ivi Eenmaa                 | Észt Reformpárt |     |
| Urve Tiidus                | Észt Reformpárt |     |
| Enn Eesmaa                 | Észt Centrumpárt |     |
| Kalle Palling              | Észt Reformpárt |     |
| Aivar Sõerd                | Észt Népi Unió |     |
| Hele Everaus               | |     |
| Imre Sooäär                | Észt Reformpárt |     |
| Jevgeni Ossinovski         | Szociáldemokrata Párt |     |
| Kalev Kallo                | Észt Centrumpárt |     |
| Lauri Läänemets            | Szociáldemokrata Párt Észt Népi Unió                                                                                                   |     |
| Margit Sutrop              | |     |
| Marika Tuus-Laul           | Észt Centrumpárt |     |
| Mart Nutt                  | Isamaa Pro Patria Union People's Party of Republicans and Conservatives National Coalition Party Pro Patria Vabariiklaste Koonderakond |     |
| Mati Raidma                | Észt Reformpárt |     |
| Oudekki Loone              | Észt Centrumpárt |     |
| Priit Sibul                | Isamaa |     |
| Siret Kotka-Repinski       | Észt Centrumpárt |     |
| Tarmo Tamm                 | Észt Centrumpárt |     |
| Toomas Kivimägi            | |     |
| Urmas Espenberg            | Észtországi Konzervatív Néppárt |     |
| Aivar Kokk                 | Isamaa |     |
| Helmen Kütt                | Szociáldemokrata Párt |     |
| Heljo Pikhof               | Szociáldemokrata Párt |     |
| Heiki Kranich              | Észt Reformpárt Estonian Liberal Democratic Party                                                                                      |     |
| Johannes Kert              | Észt Reformpárt |     |
| Madis Milling              | Észt Reformpárt |     |
| Mihhail Korb               | Észt Centrumpárt |     |
| Tarmo Kruusimäe            | Isamaa Észt Nemzeti Függetlenségi Párt                                                                                                 |     |
| Heidy Purga                | |     |
| Toomas Järveoja            | |     |
| Henn Põlluaas              | Észtországi Konzervatív Néppárt |     |
| Viktoria Ladõnskaja-Kubits | Isamaa |     |
| Maris Lauri                | Észt Reformpárt |     |
| Raivo E. Tamm              | Isamaa |     |
| Urmas Reitelmann           | Észtországi Konzervatív Néppárt |     |
| Marko Torm                 | Észt Reformpárt |     |
| Eduard Odinets             | Szociáldemokrata Párt |     |
| Jaak Madison               | Észtországi Konzervatív Néppárt |     |
| Mihhail Lotman             | Isamaa Res Publica Párt |     |
| Uno Kaskpeit               | Észtországi Konzervatív Néppárt |     |
| Erki Savisaar              | Észt Centrumpárt |     |
| Dmitri Dmitrijev           | Észt Centrumpárt |     |
| Jaanus Karilaid            | Észt Centrumpárt |     |
| Liina Kersna               | Észt Reformpárt |     |
| Andres Metsoja             | Isamaa |     |
| Martin Repinski            | Észt Centrumpárt |     |
| Aivar Viidik               | |     |
| Signe Kivi                 | Észt Reformpárt |     |
| Kristina Šmigun-Vähi       | Észt Reformpárt |     |
| Marko Šorin                | Észt Centrumpárt |     |
| Igor Kravtšenko            | Észt Centrumpárt |     |
| Paul Puustusmaa            | Észtországi Konzervatív Néppárt |     |
| Ruuben Kaalep              | Észtországi Konzervatív Néppárt |     |
| Ants Laaneots              | Észt Reformpárt |     |
| Üllar Saaremäe             | Isamaa |     |
| Leo Kunnas                 | |     |
| Erkki Keldo                | Észt Reformpárt |     |
| Helle-Moonika Helme        | Észtországi Konzervatív Néppárt |     |
| Natalia Malleus            | Észt Centrumpárt |     |
| Jaak Juske                 | Szociáldemokrata Párt |     |
| Siim Pohlak                | Észtországi Konzervatív Néppárt |     |
| Arto Aas                   | Észt Reformpárt |     |
| Rene Kokk                  | Észtországi Konzervatív Néppárt |     |
| Andres Sutt                | Észt Reformpárt |     |
| Andrus Seeme               | Észt Reformpárt |     |
| Tõnis Mölder               | Észt Centrumpárt |     |
| Kert Kingo                 | Észtországi Konzervatív Néppárt |     |
| Marek Jürgenson            | Észt Centrumpárt |     |
| Maria Jufereva-Skuratovski | Észt Centrumpárt |     |
| Riho Breivel               | Észtországi Konzervatív Néppárt |     |
| Merry Aart                 | Észtországi Konzervatív Néppárt |     |
| Heiki Hepner               | Isamaa |     |
| Peeter Rahnel              | Észt Centrumpárt |     |
| Kai Rimmel                 | Észtországi Konzervatív Néppárt |     |
| Signe Riisalo              | Észt Reformpárt |     |
| Rein Suurkask              | Észtországi Konzervatív Néppárt |     |
| Kalle Grünthal             | Észtországi Konzervatív Néppárt |     |
| Mart Võrklaev              | Észt Reformpárt |     |
| Valdo Randpere             | Észt Reformpárt |     |
| Kalle Laanet               | Észt Centrumpárt Észt Reformpárt |     |
| Katri Raik                 | Szociáldemokrata Párt |     |
| Ülle Rajasalu              | Észt Reformpárt |     |
| Jüri Ratas                 | Észt Centrumpárt |     |
| Urmas Reinsalu             | Isamaa |     |
| Mailis Reps                | Észt Centrumpárt |     |
| Taavi Rõivas               | Észt Reformpárt |     |
| Indrek Saar                | Szociáldemokrata Párt |     |
| Kersti Sarapuu             | Észt Centrumpárt |     |
| Vilja Savisaar-Toomast     | Észt Reformpárt Independent Royalist Party of Estonia Észt Centrumpárt                                                                 |     |
| Helir-Valdor Seeder        | Isamaa |     |
| Sven Sester                | Isamaa |     |
| Riina Sikkut               | Szociáldemokrata Párt |     |
| Kadri Simson               | Észt Centrumpárt |     |
| Mihhail Stalnuhhin         | Észt Centrumpárt |     |
| Jaak Valge                 | Észtországi Konzervatív Néppárt |     |
| Viktor Vassiljev           | Észt Centrumpárt |     |